# یواس‌اس کید (دی‌دی‌جی-۹۹۳)
یواس‌اس کید (دی‌دی‌جی-۹۹۳) (به انگلیسی: USS Kidd (DDG-993)) یک کشتی بود که طول آن ۱۷۱٫۶ متر (۵۶۳ فوت) بود. این کشتی در سال ۱۹۷۹ ساخته شد.